# Moëlan-sur-Mer
Moëlan-sur-Mer (tiếng Breton: Molan) là một xã của tỉnh Finistère, thuộc vùng Bretagne, miền tây bắc Pháp.

## Dân số
Người dân ở Moëlan-sur-Mer được gọi là Moëlanais.